# Montpellier Handball
Il Montpellier Handball è una squadra di pallamano francese avente sede a Montpellier.

Nella sua storia ha vinto 14 campionati francesi, 13 Coppe di Francia, 10 Coppe di Lega, 3 Trophée des champions e 2 Champions League

Disputa le gare interne presso il Palais des sports René-Bougnol di Montpellier il quale ha una capienza di 3.000 spettatori.

## Palmarès

### Competizioni nazionali
- Campionato francese: 14

1994-1995, 1997-1998, 1998-1999, 1999-2000, 2001-2002, 2002-2003, 2003-2004, 2004-2005, 2005-2006, 2007-2008
2008-2009, 2009-2010, 2010-2011, 2011-2012
- Coppa di Francia: 14

1998-1999, 1999-2000, 2000-2001, 2001-2002, 2002-2003, 2004-2005, 2005-2006, 2007-2008, 2008-2009, 2009-2010
2011-2012, 2012-2013, 2015-2016, 2024-2025
- Coppa di Lega: 10

2003-2004, 2004-2005, 2005-2006, 2006-2007, 2007-2008, 2009-2010, 2010-2011, 2011-2012, 2013-2014, 2015-2016
- Trophée des champions: 3

2010, 2011, 2018

### Competizioni internazionali
- Coppa dei Campioni/EHF Champions League: 2

2002-2003, 2017-2018

## Rosa 2024-2025
| N° | Naz.                 | Ruolo | Sportivo           | Anno |  |  |
| -- | -------------------- | ----- | ------------------ | ---- |  |  |
| 12 | Francia (bandiera)   | P     | Charles Bolzinger  | 2000 |  |  |
| 92 | Francia (bandiera)   | P     | Rémi Desbonnet     | 1992 |  |  |
| 3  | Svezia (bandiera)    | A     | Sebastian Karlsson | 1995 |  |  |
| 4  | Argentina (bandiera) | T     | Diego Simonet      | 1989 |  |  |
| 5  | Francia (bandiera)   | T     | Kyllian Villeminot | 1998 |  |  |
| 10 | Svezia (bandiera)    | A     | Lucas Pellas       | 1995 |  |  |
| 15 | Egitto (bandiera)    | T     | Ahmed Hesham       | 2000 |  |  |
| 18 | Spagna (bandiera)    | T     | Djordje Cikusa     | 2005 |  |  |
| 19 | Francia (bandiera)   | PV    | Arhtur Lenne       | 2001 |  |  |
| 20 | Slovenia (bandiera)  | T     | Staš Skube         | 1989 |  |  |
| 22 | Francia (bandiera)   | T     | Karl Konan         | 1995 |  |  |
| 26 | Brasile (bandiera)   | T     | Bryan Monte        | 2003 |  |  |
| 28 | Francia (bandiera)   | T     | Valentin Porte     | 1990 |  |  |
| 32 | Francia (bandiera)   | A     | Yanis Lenne        | 1996 |  |  |
| 93 | Croazia (bandiera)   | PV    | Veron Načinović    | 2000 |  |  |